# Campionati austriaci di sci alpino 1990
I Campionati austriaci di sci alpino 1990 si svolsero ad Altenmarkt-Zauchensee, nella Bregenzerwald e a Tux; furono assegnati i titoli di discesa libera, supergigante, slalom gigante, slalom speciale e combinata, sia maschili sia femminili.

## Risultati

### Uomini

#### Discesa libera
| Pos. | Atleta         | Nazione |
| ---- | -------------- | ------- |
| 1    | Erwin Resch    | Austria |
| 2    | Peter Rzehak   | Austria |
| 3    | Leonhard Stock | Austria |

Località: Altenmarkt-Zauchensee

#### Supergigante
| Pos. | Atleta           | Nazione |
| ---- | ---------------- | ------- |
| 1    | Günther Mader    | Austria |
| 2    | Peter Rzehak     | Austria |
| 3    | Rainer Salzgeber | Austria |

Località: Tux

#### Slalom gigante
| Pos. | Atleta             | Nazione |
| ---- | ------------------ | ------- |
| 1    | Richard Kröll      | Austria |
| 2    | Konrad Walk        | Austria |
| 3    | Stephan Eberharter | Austria |

Località: Bregenzerwald

#### Slalom speciale
| Pos. | Atleta               | Nazione |
| ---- | -------------------- | ------- |
| 1    | Günther Mader        | Austria |
| 2    | Michael Tritscher    | Austria |
| 3    | Thomas Stangassinger | Austria |

Località: Bregenzerwald

#### Combinata
| Pos. | Atleta           | Nazione |
| ---- | ---------------- | ------- |
| 1    | Rainer Salzgeber | Austria |
| 2    | Johann Hofer     | Austria |
| 3    | Thomas Gsodam    | Austria |

Località: Altenmarkt-Zauchensee, Bregenzerwald

Classifica stilata attraverso i piazzamenti ottenuti
in discesa libera, slalom gigante e slalom speciale

### Donne

#### Discesa libera
| Pos. | Atleta           | Nazione |
| ---- | ---------------- | ------- |
| 1    | Monika Kogler    | Austria |
| 2    | Barbara Sadleder | Austria |
| 3    | Anita Wachter    | Austria |

Località: Altenmarkt-Zauchensee

#### Supergigante
| Pos. | Atleta                | Nazione |
| ---- | --------------------- | ------- |
| 1    | Michaela Dorfmeister  | Austria |
| 2    | Veronika Wallinger    | Austria |
| 3    | Gerlinde Brandstätter | Austria |

Località: Tux

#### Slalom gigante
| Pos. | Atleta             | Nazione |
| ---- | ------------------ | ------- |
| 1    | Anita Wachter      | Austria |
| 2    | Andrea Salvenmoser | Austria |
| 3    | Birgit Wolfram     | Austria |

Località: Bregenzerwald

#### Slalom speciale
| Pos. | Atleta           | Nazione |
| ---- | ---------------- | ------- |
| 1    | Claudia Strobl   | Austria |
| 2    | Ingrid Stöckl    | Austria |
| 3    | Petra Kronberger | Austria |

Località: Bregenzerwald

#### Combinata
| Pos. | Atleta              | Nazione |
| ---- | ------------------- | ------- |
| 1    | Michaela Thaler     | Austria |
| 2    | Renate Götzendorfer | Austria |
| 3    | Daniela Weitgasser  | Austria |

Località: Altenmarkt-Zauchensee, Bregenzerwald

Classifica stilata attraverso i piazzamenti ottenuti
in discesa libera, slalom gigante e slalom speciale